# Eublemma posttornalis
Eublemma posttornalis är en fjärilsart som beskrevs av Rothschild 1916. Eublemma posttornalis ingår i släktet Eublemma och familjen nattflyn. Inga underarter finns listade i Catalogue of Life.